# Неоидеализм

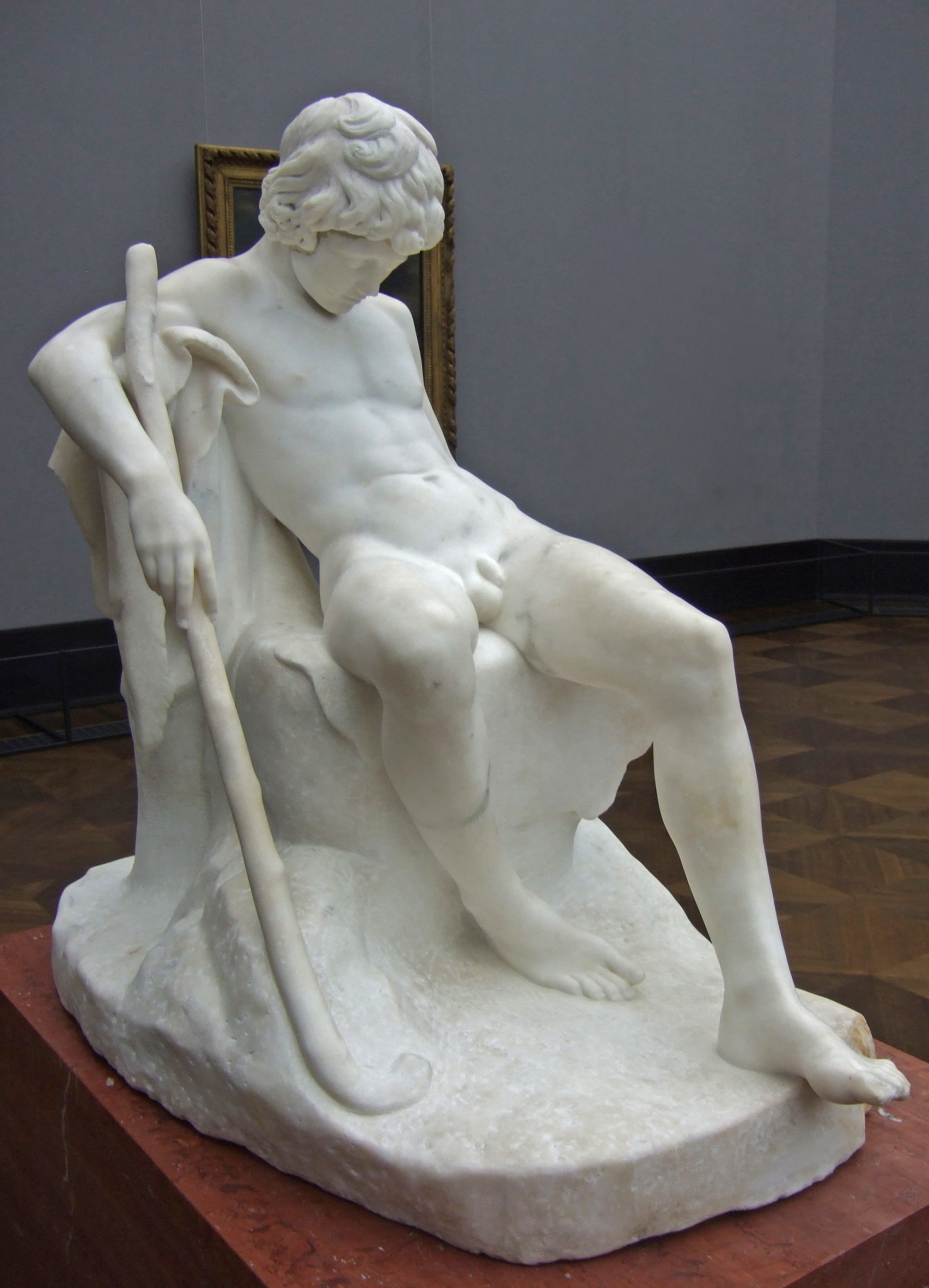
Адольф фон Гильдебранд. Спящий пастушок. 1871—1873. Мрамор. Старая национальная галерея, Берлин

Неоидеали́зм (нем. Neuidealismus) — направление в немецком искусстве второй половины XIX века. Данным термином объединяют творчество так называемых «немецких римлян» — участников «Римского кружка», а также их последователей в XX веке.
Неоидеалисты выступали с критикой академизма, салонного искусства, эклектизма, натурализма, реализма и видели основную задачу искусства в следовании «вечным» идеалам красоты. Основные положения теоретиков направления смыкались с принципами неоклассицизма.

## Общая характеристика
Теоретическую основу неоидеализма составляли работы Ханса Фон Маре, Конрада Фидлера и Адольфа фон Гильдебранда. Основные идеи направления сводились к видению задачи искусства в следовании вневременным идеалам красоты, при этом само искусство воспринималось как способ преодоления «энтропии», беспорядка действительности, а создание новых форм в искусстве — как проявление особого «чистого видения» художника, то есть образного мышления, в котором продукт творчества не подражает реальности, а создаёт идеальную «новую действительность».
В творческой практике неоидеалисты желали возродить пластическую ясность классического искусства. Произведениям мастеров данного направления — скульптуре Гильдебранда и живописи Маре — была присуща монументальность. Основные положения неоидеализма тесно смыкались с принципами неоклассицизма, но в то же время, повлияли на становление модерна и некоторые течения авангардизма, в том числе на неопластицизм, элементаризм и другие. Основной период деятельности неоиделистов ограничивается 1860—1880-ми годами. К направлению также относят некоторых художников, идейно и стилистически близких неоидеализму, например Ансельма Файербаха.  
Неоидеализм стал исходной точкой при формировании самостоятельных принципов художественной формы в трудах историка и теоретика искусства Генриха Вёльфлина и формальной школы искусствознания. Также направление оказало влияние на венскую школу искусствознания, а концепция визуального мышления получила развитие в гештальтпсихологии. 
В XX веке неоидеализм продолжил существование в виде творчества учеников и последователей Маре и Гильдебранда — немецких художников Ханса Тома и Людвига фон Гофмана, итальянского скульптора Артуро Мартини, участников итальянского движения новеченто. В русском искусстве положения неоидеализма прослеживались в творчестве, теории и художественной педагогике графиков Владимира Фаворского и Николая Радлова, живописца Кузьмы Петрова-Водкина, скульптора Александра Матвеева, в практике художественных группировок «Четыре искусства» и «Основа».